# ALTC De Algemene
ALTC De Algemene is in 1927 opgericht als inititief van de Algemene Nederlandse Bond van Handels- en Kantoorbedienden ("De Algemene"), onderdeel van de sociaaldemocratische vakcentrale NVV. Doel was zo een tegenwicht te bieden tegen de personeelsverenigingen van grote ondernemingen. Lid worden van de club was daarom tot na de oorlog voorbehouden aan vakbondsleden.
De vereniging had aanvankelijk banen aan de Oudekerkerdijk, daarna in Tennispark van Meegeren-Westhof aan de Karel Lotsylaan (nu: Amstelpark aan de Gustav Mahlerlaan). Sinds 1986 is zij gevestigd in Sportpark Zuid aan het IJsbaanpad (nr. 19), waar in 1992 het huidige tennispark met eigen clubhuis (aan nr. 45) in gebruik werd genomen, met de tennisverenigingen TC IJsbaanpad, ALTC DDV en het Frans Otten Stadion als buren.
Daar beschikt de vereniging over 6 verlichte 'all weather' gravelbanen.